# "Awatar", czyli zamiana dusz
"Awatar", czyli zamiana dusz (en polonès, "Avatar" o l'intercanvi d'ànimes) és un telefilm polonès de 1964, escrit i dirigit per Janusz Majewski. És l'adaptació del conte Avatar de l'escriptor francès Théophile Gautier. La pel·lícula va inaugurar una sèrie de novel·les per a televisió amb barreja de comicitat, de fantasia i de terror, conegudes informalment com a «històries sorprenents». Fou projectada com a part del programa d'exhibició en la I Setmana Internacional de Cinema Fantàstic i de Terror.

## Argument
L'acció de la pel·lícula té lloc al segle xix a París. Un matrimoni, la comtessa Magdalena Natasza Łabińska i el comte Olgierd Łabiński, viuen al palau del faubourg Saint-Honoré. Tots dos són patriotes polonesos, i el seu secret matrimonial és la recitació diària de fragments del poema d'Adam Mickiewicz "Do M ***".
Octavius de Saville, un jove de París, està enamorat de la comtessa. Incapaç de guanyar-se el seu favor, busca un remei per al seu patiment en l'amor. Va al diabòlic doctor Charbonneau, que li fa una idea, extreta del coneixement indi, d'intercanvi d'ànimes: l'ànima d'un jove entraria al cos del comte. L'intercanvi té lloc, però no resol els problemes cardíacs de De Saville. Fins i tot com a marit, Octavius és incapaç de guanyar-se la bella Magdalena, no coneix la poesia de Mickiewicz. La comtessa s'allunya d'ell. Al seu torn, Łabiński, tancat en un nou cos, decideix lluitar per recuperar el que ha perdut. Charbonneau repeteix el procediment amb encanteris i restaura l'ànima del comte al seu cos, però ell mateix, avorrit de la seva pròpia closca, interpreta el paper d'Octavius i fuig.

## Repartiment
- Wanda Koczeska com la comtessa Magdalena Natasza Łabińska
- Jan Machulski com a comte Olgierd Łabiński
- Henryk Boukołowski com a Octavius de Saville
- Gustaw Holoubek com el Dr. Baltazar Charbonneau
- Kazimierz Rudzki com a psiquiatre
- Krzysztof Litwin com Alfred, un amic d'Octavius
- Ryszard Kotys com a majordom de Łabiński
- Lucjan Zitrig com a lacai
- Stefania Kołodziejczyk com a Hermina, la minyona de la comtessa
- Bronisław Broński com a majordom

## Premis
- 1966 - Premi FIPRESCI al Festival de Televisió de Montecarlo
- 1966 - Premi del President del Comitè de Ràdio i Televisió per a Janusz Majewski
- 1967 - Asteroide daurat al Festival Internacional de Cinema Fantàstic de Trieste